# مونتمانيو (برشلونة)
بلدية مونمانيوْ (بالكاتالانية: Montmaneu) هي إحدى بلديات مقاطعة برشلونة، والتي تقع في منطقة كاتالونيا، شرق إسبانيا.
يبلغ عدد سكانها 199 نسمة وفقاً لإحصائية سنة (2007).